# American Society for Mass Spectrometry
La American Society for Mass Spectrometry (o ASMS en el seu acrònim en anglès) és una associació professional amb seu als Estats Units que dona suport al camp científic de l'espectrometria de masses. La societat és coneguda per les seves conferències, els seus prestigiosos premis, i les seves publicacions.

## Conferències
Des de la seva creació, la Societat celebra anualment conferències sobre espectrometria de masses i temes afins. La Societat fa una conferència anual, habitualment a finals de maig o principis de juny, així com conferències d'actualitat (a Asilomar State Beach a Califòrnia i Sanibel Island, Florida).

## Premis
La Societat reconeix els èxits acadèmics i promou la investigació en el camp de l'espectrometria de masses a través de quatre premis anuals. La Medalla Biemann i el Premi John B. Fenn per una contribució distingida a l'espectrometria de masses s'atorguen en reconeixement d'assoliments o contribucions singulars en espectrometria de masses ja sigui fonamental o aplicada. El Premi Ronald A. Hites s'atorga a la recerca original destacada demostrada en articles publicats al Journal of the American Society for Mass Spectrometry. I finalment, els premis de recerca s'atorguen a joves científics en espectrometria de masses, a partir de l'avaluació de la seva proposta de recerca.

## Publicacions
La Societat publica actualment dues revistes:
- Journal of the American Society for Mass Spectrometry[2]
- Measuring Mass: From Positive Rays to Proteins[3]

## Presidents
Els presidents de la Societat des de la seva fundación han estat:
- William S. Young 1953 - 1954
- M. John O'Neal 1954 - 1956
- William Priestley Jr. 1956 - 1958
- R. August Friedel 1958 - 1960
- Vernon H. Dibeler 1960 - 1962
- Russell E. Fox 1962 - 1964
- Norman D. Coggeshall 1964 - 1966
- Henry M. Rosenstock 1966 - 1968
- Joe L. Franklin 1968 - 1970
- Richard E. Honig 1970 - 1972
- Frank H. Field 1972 - 1974
- Harry J. Svec 1974 - 1976
- Jean H. Futrell 1976 - 1978
- James A. McCloskey 1978 - 1980
- Burnaby Munson 1980 - 1982
- Catherine Fenselau 1982 - 1984
- R. Graham Cooks 1984 - 1986
- Gerry G. Meisels 1986 - 1988
- Ronald A. Hites 1988 - 1990
- Robert C. Murphy 1990 - 1992
- Henry M. Fales 1992 - 1994
- Christie G. Enke 1994 - 1996
- Veronica M. Bierbaum 1996 - 1998
- Robert J. Cotter 1998 - 2000
- Richard M. Caprioli 2000 - 2002
- Catherine E. Costello 2002 - 2004
- Alan G. Marshall 2004 - 2006
- Barbara S. Larsen 2006 - 2008
- Gary Glish 2008 - 2010
- Scott A. McLuckey 2010 - 2012
- Susan Weintraub 2012 - 2014
- Jennifer S. Brodbelt 2014 - 2016
- Vicki Wysocki 2016-2018
- Richard Yost 2018-2020